# Regla de plata
La regla de plata, "No faces als altres el que no voldries que et feren a tu", és una norma de comportament present en els escrits de Hilel el vell entre d'altres. Es relaciona amb el principi ètic de la regla d'Or.
La regla de plata va ser defensada per Gandhi i Martin Luther King, Jr. com una forma de compensar les deficiències de la regla d'or.
La regla de plata és similar en significat al jurament hipocràtic, ben conegut per la declaració "no faces mal". Hipòcrates va escriure, en les seves Epidèmies, Bk. I, Sect. XI. "Declarar el passat, diagnosticar el present, predir el futur; pràctica d'aquests actes. Pel que fa a les malalties, fer un hàbit de dues coses - per ajudar, o almenys no fer mal". L'expressió més curta podria ser interpretat com una simplificació de la més llarga.